# 文理ランドスケープ園芸専門学校
文理ランドスケープ園芸専門学校（ぶんりランドスケープえんげいせんもんがっこう）は、宮城県仙台市にある園芸に関する専修学校。
学校法人文理学院が運営主体。東北唯一である認可の園芸と造園の専修学校であり、園芸と造園に関する専門家育成を行う。 
2009年（平成21年）8月19日現在、休校中である。

## 所在地
- 仙台市青葉区本町

## 設置学科
- 園芸環境学科・プラントフローリコース
- 園芸環境学科・フラワーコーディネートコース
- 造園・緑化学科